# Aptos (krój pisma)
Aptos, pierwotnie nazwany Bierstadt, to bezszeryfowy krój pisma w stylu neogroteskowym opracowany przez Steve'a Mattesona. Został wydany w 2023 roku jako nowa domyślna czcionka dla pakietu Microsoft Office, zastępując poprzednio używaną czcionkę Calibri.
Dołączone czcionki Aptos zawarte w Microsoft 365 to Aptos Light, Light Italic, Regular, Italic, Semibold, Italic, Semibold, Italic, Bold, Bold Italic, Extrabold, Extrabold Italic, Black i Black Italic; te same style Aptos Display; oraz Aptos Narrow. W pakiecie znajduje się również czcionka o stałej szerokości, Aptos Mono, i czcionka szeryfowa w nowoczesnym stylu, Aptos Serif.